# François Jandeau
François Jandeau est un homme politique français né le 18 septembre 1812 à Charolles (Saône-et-Loire) et décédé le 18 juillet 1857 à Charolles.
Diplômé de l'école des arts et métiers de Châlons-sur-Marne, il est d'abord professeur de mathématiques à Charolles, puis ingénieur aux mines de Blanzy, chef de montage de machines au Creusot et ouvre un atelier de mécanicien à Chalon-sur-Saône. Il est député de Saône-et-Loire de 1848 à 1849, siégeant à gauche.

## Sources
- « François Jandeau », dans Adolphe Robert et Gaston Cougny, Dictionnaire des parlementaires français, Edgar Bourloton, 1889-1891 [détail de l’édition]